# Cantó de La Bassée
El cantó de La Bassée és una divisió administrativa francesa, situada al departament del Nord i la regió dels Alts de França.

## Composició
El cantó de La Bassée comprèn les comunes de:
- Aubers
- Fournes-en-Weppes
- Fromelles
- Hantay
- Herlies
- Illies
- La Bassée
- Marquillies
- Sainghin-en-Weppes
- Salomé
- Wicres

## Història
| Date d'elecció                        | Identitat       | Partit |
| ------------------------------------- | --------------- | ------ |
| 2001-                                 | Philippe Waymel | UPN    |
| Les dades anteriors no són conegudes. |                 |        |
|                                       |                 |        |

## Demografia
| 1962 | 1968   | 1975   | 1982   | 1990   | 1999   | 2006   |
| ---- | ------ | ------ | ------ | ------ | ------ | ------ |
| -    | 19.254 | 21.161 | 22.438 | 23.857 | 24.600 | 25.273 |